# 약물 중독
약물 중독(藥物中毒, 영어: substance intoxication/overdose)은 약물사용장애의 일종으로, 부적응적이고 해로우나 가역적이며, 약물을 최근 사용한 결과로 일어나는 것이다. 증상이 극심할 경우 "약물중독섬망(substance intoxication delirium)"이라는 용어가 사용되기도 한다.

## 같이 보기
- 독성도